# Pont du Storstrøm

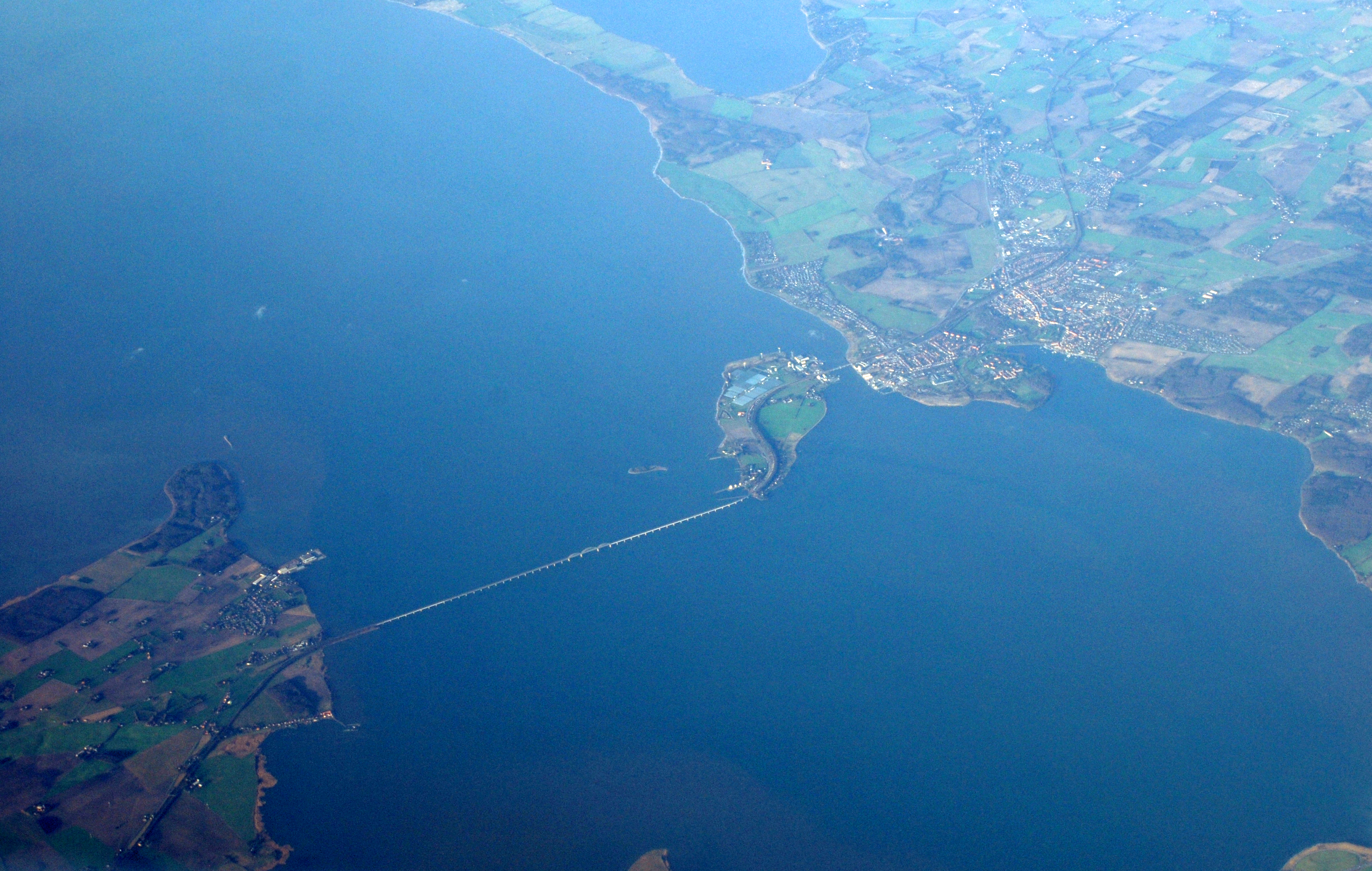
Vue aérienne viaduc du Storestrøm

L'appellation Pont du Storstrøm concerne deux viaducs mixtes routiers et ferroviaires permettant la traversée du détroit de Storstrøm :
- l'ancien pont mis en service en 1937,
- le nouveau pont dont la construction a débuté en 27 septembre 2018.

Le Storstrømsbro 2 est en cours de construction entre Falster et Masnedø. La première pierre, en réalité 1er "jet de pelle" a eu lieu le 27 septembre 2018. Le planning de réalisation de l'ouvrage prévoit une mise en service de la liaison routière en début d'année 2025 et ferroviaire en 2026. Après cela, le pont actuel sera démoli.

## L'ancien pont du Storstrøm (1937)
Le Pont du Storstrøm est un viaduc de 3,2 km de longueur sur le détroit de Storstrøm comprenant 40 travées dont 3 ponts en arc à tabliers suspendus dans la partie centrale. Il relie l'île de Falster à celle de Seeland. Le pont comprend une ligne ferroviaire à voie unique non électrifiée qui fait partie de la Ligne Sud Sydbanen, une route à deux voies étroites (5,60 m) qui fait partie de la route secondaire 153 et une voie mixte, piétonne et piste cyclable, qui fait partie de la piste cyclable nationale 7. Les trois voies continuent jusqu'à Masnedø en traversant le pont de Masnedsund (en) jusqu'à Vordingborg sur l'île de Seeland.

## Histoire
La première étude pour réaliser une liaison ferroviaire fixe remonte à 1887 mais la construction d'un pont fut rejetée en 1910 car il perturberait la navigation (15.000 navires/an en 1936). Depuis, le trafic automobile ayant beaucoup augmenté, il fallut affronter la problématique de construire également une liaison routière. Une taxe sur l'essence de 1 øre/litre a été introduite pour financer le projet, qui a été lancé en 1933 et inauguré le 26 septembre 1937.

## Caractéristiques
Le pont du Storstrøm mesure 3 199 mètres de longueur et 9 mètres de largeur. Les trois travées principales, ponts bow-string ponts à corde d'arc, avec tabliers suspendus, ont respectivement 103,9 m, 137,8 m et 103,9 m de longueur. La travée centrale a une hauteur libre de 26,0 mètres et les deux autres de 25,2 mètres. Le contreventement inter-arcs est constitué d'une double ferme Warren.
Le viaduc compte 50 travées. La configuration des travées d'approche est quelque peu inhabituelle, avec des piles espacées alternativement de 57,8 m et 62,2 m et des travées suspendues pour les portées les plus longues. Le tablier routier mesure 5,6 mètres de largeur.
Le pont comporte 49 piles de différentes hauteurs, s'étendant jusqu'à une profondeur de 13,8 mètres sous le niveau de l'eau. Les piles sont revêtues de granit de 3 mètres sous le niveau de l'eau jusqu'à 3 mètres au-dessus. La hauteur des piles les plus hautes atteint un maximum de 38 mètres.

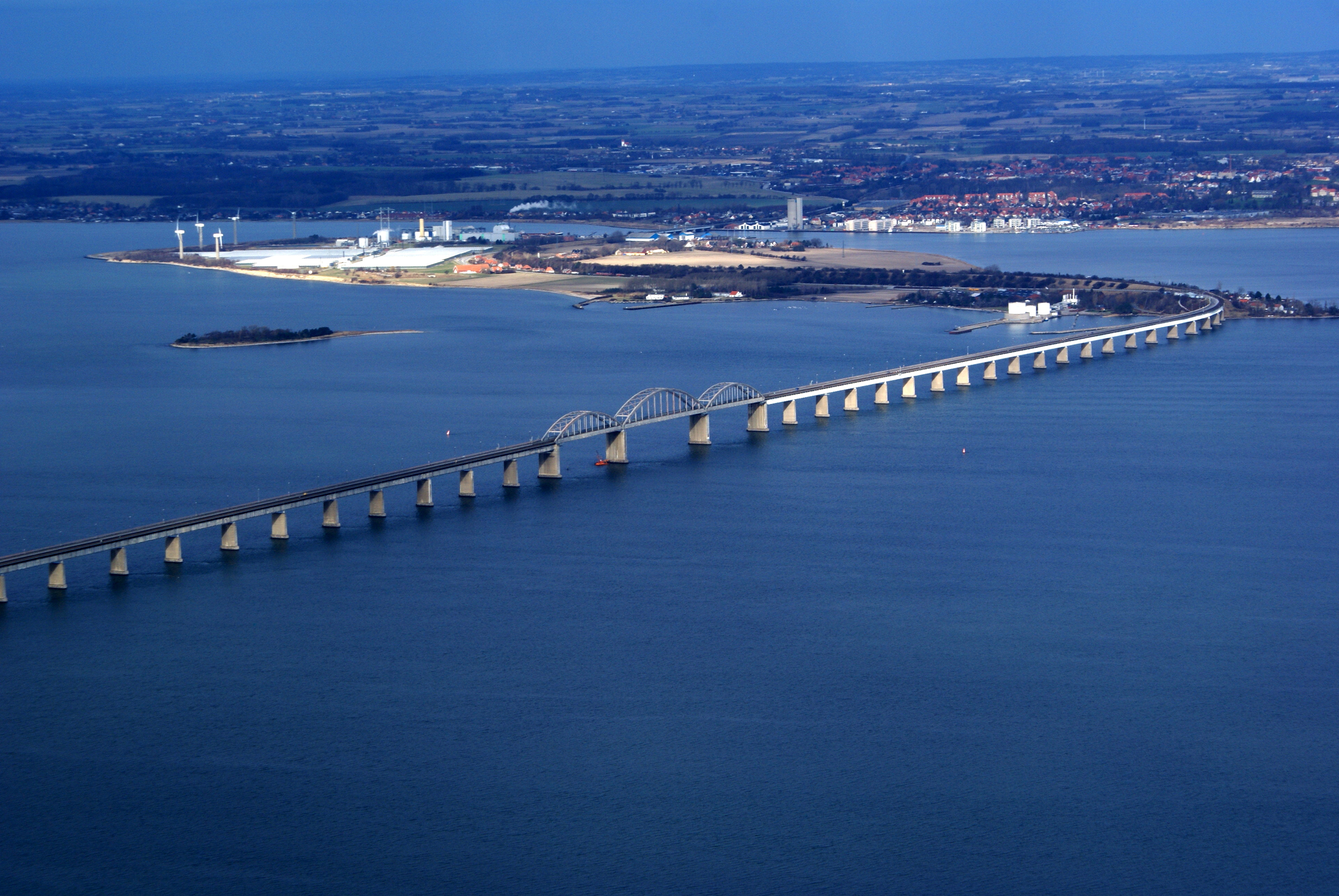
Vue générale de l'ancien pont (viaduc) du Storstrøms
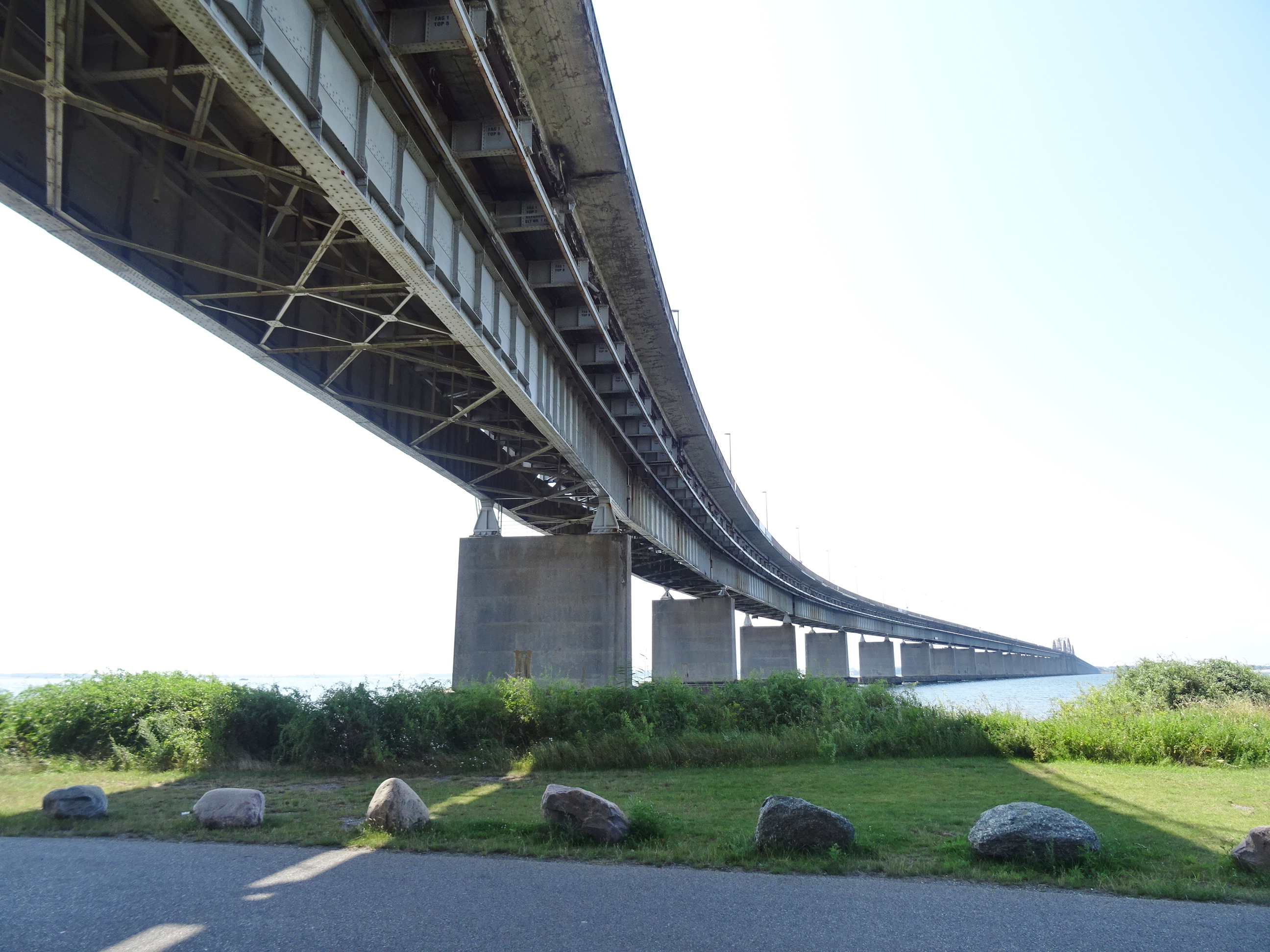
Vue de dessous de la structure du pont
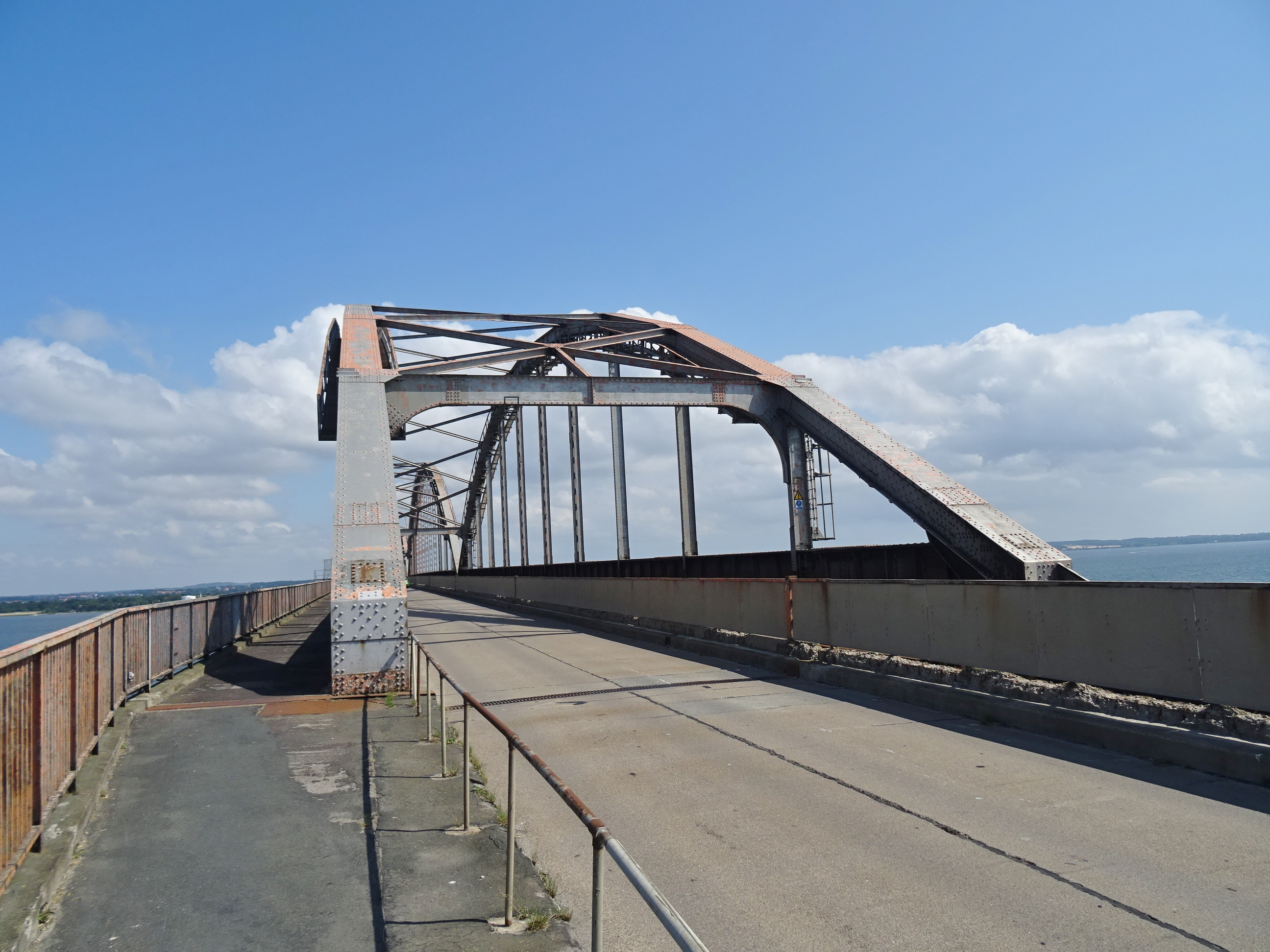
Mauvais état du pont actuel

## Le mauvais état du pont
En 2011, un audit technique a révélé que le pont est en très mauvais état, de graves dommages ont été constatés sur le Storstrømsbroen et le trafic ferroviaire a été limité. Vu l'importance stratégique de cet ouvrage pour le pays, le 21 mars 2013, le Parlement danois a décidé qu'il fallait engager d'urgence la construction d'un nouveau viaduc à l'ouest de l'ouvrage actuel. Une étude préliminaire a été confiée aux sociétés danoises d'ingénierie et d'architecture COWI A/S, Dissing+Weitling et Hasløv et Kjærsgaard. En octobre 2017, après un appel d'offres international, le groupement d'entreprises italiennes Itinera SpA, Condotte SpA et Grandi Lavori Fincosit SpA a remporté le marché pour construire le nouveau viaduc (pont) avec le cabinet d'ingénierie Studio de Miranda Associati pour la conception technique.

## Le nouveau pont/viaduc du Storstrøm 2
Après qu'un audit technique conduit en 2011 ait révélé que le pont/viaduc était en très mauvais état et que le Storstrømsbroen avait subi de graves dommages, le trafic ferroviaire a été limité. Vu l'importance stratégique de cet ouvrage pour le pays, le 21 mars 2013, le Parlement danois a décidé de faire construire en urgence un nouveau viaduc à l'ouest de l'ouvrage actuel. Une étude préliminaire a été confiée aux sociétés danoises d'ingénierie et d'architecture COWI A/S, Dissing+Weitling et Hasløv et Kjærsgaard. En octobre 2017, après un appel d'offres international lancé en 2016, le groupement d'entreprises italiennes Itinera SpA, Condotte SpA et Grandi Lavori Fincosit SpA a remporté le marché pour construire le nouveau viaduc (pont) avec le cabinet d'ingénierie Studio de Miranda Associati pour la conception technique.
Le nouveau viaduc, toujours appelé "pont de Storstrøm" au Danemark, comprend 44 travées le 80 mètres et un pont à haubans situé au centre du passage du Storstrømmen, délimitant les deux canaux de navigation maritime. Le pont, d'une longueur de 320 mètres comporte un seul pylône architectural supportant le tablier de 24 mètres de largeur et les haubans. Le pont a fait l'objet d'études complexes pour relever les défis liés à l'environnement de l'ouvrage avant de finaliser la conception structurelle de l'ensemble du viaduc de Storstrøm.
Sur le nouvel ouvrage, les trains de voyageurs pourront rouler jusqu'à 200 km/h, contre 100 km/h maximum sur l'ancien. Les deux courbes serrées de la voie ferrée à Masnedø seront corrigées. Le nouveau viaduc supportera une ligne ferroviaire à grande vitesse électrifiée à double voie, une piste cyclable sécurisée, un trottoir et une large route pour garantir une vitesse de 80 km/h. Le viaduc comprend 44 travées de 80 mètres et un pont à haubans en semi-harpe de 320 mètres de longueur, à un seul pylône central, où les haubans contribuent à la stabilité de l'ouvrage mais ne sont pas nécessaires pour le maintenir en place. Ce viaduc de 3,83 km de longueur sera le 3e pont le plus long du Danemark, après les deux ponts du Grand Belt, si l'on ne tient pas compte du pont de l'Øresund, qui se trouve principalement en Suède.

### Les candidats pré-qualifiés
Après l'appel international à candidatures, cinq candidats ont été pré-qualifiés, ce sont tous des groupements d'entreprises :
- Joint-venture (JV) comprenant Obrascon Huarte Lain, SA (Espagne) et SK Engineering & Construction Company Ltd. (Corée du Sud),
- Storstrømsbroen Contractors JV : Per Aarsleff A/S, éd. Züblin AG et Rambøll A/S en tant que conseil et Strabag SE (sous-traitant),
- JV comprenant les entreprises Rizzani de Eccher SpA, (Italie), NV Besix SA (Belgique) et Acciona Infraestructuras SA (Espagne),
- (Lauréat) JV comprenant Itinera SpA, Condotte SpA et Grandi Lavori Fincosit SpA (Italie) et le consultant Seteco Ingegneria Srl (Italie)
- JV comprenant Vinci Construction Grand Projects SAS (France), Hochtief Infrastructure GmbH (Allemagne) et MT Højgaard A/S

Ces cinq candidats ont été pré-qualifiés pour soumissionner pour le projet définitif dans le cadre d'une conception-construction mais, avant le premier cycle de négociations, le groupement comprenant le français Vinci, l'allemand Hochtief et le danois MT Højgaard, s'est retiré, ne pouvant pas s'engager sur les délais d'études et de réalisation.
Le coût global estimé du projet, y compris la démolition du Storstrømsbro existant, s'élève à environ 4,7 milliards de couronnes danoises soit environ 630 millions €uros (valeur 2023). Le marché du nouveau viaduc s'élève à 2,1 milliards €uros.

### Le nouveau viaduc Storstrøm 2
(Nota : sur le plan de situation figurent les deux ouvrages. Sous le point bleu, le viaduc actuel et au nord (à gauche), le nouveau viaduc en construction.)
La nouvelle liaison du Storstrøm 2 est en cours de construction par le groupement d'entreprises italiennes SBJV. C'est la Direction danoise des Routes qui agit en Maître d'ouvrage pour le compte de l'État danois,,.
L'ancien Ministre des Transports Henrik Dam Kristensen a qualifié la connexion via le Storstrømmen de "très importante par rapport au projet de Fehmarn Belt". Le gouvernement a réservé 3,9 milliards de couronnes danoises pour le nouveau Storstrømsbro 2 dans la proposition de loi de finances 2013. Le projet a été mis en attente en octobre 2015 lorsque le lien fixe du Fehmarn Belt a été retardé.
En décembre 2017, le magazine spécialisé 3F a publié des rumeurs sur deux sociétés du groupement SBJV, Condotte et Grandi Lavori Fincosit ce qui a amené la Commission des transports du Parlement à reporter la signature du contrat avec le consortium italien jusqu'à ce que le procureur de la chambre ait enquêté sur la situation. L'enquête du procureur général a montré que toutes les règles de l'appel d'offres avaient été respectées. Le contrat avec le mandataire du groupement, la société Itinera SpA, filiale du groupe italien ASTM SpA, pour un montant de 277 millions €uros, a été signé le 26 février 2018.
Le 27 septembre 2018 a eu lieu le premier "jet de pelle". En 2020, en raison de la pandémie de Covid-19, la livraison de l'ouvrage a été repoussée d'un an. En décembre 2021, la Direction des routes a fixé un nouveau calendrier de travaux : le pont devra être mis en service pour le trafic automobile fin 2025 et pour le trafic ferroviaire au premier trimestre 2027.
Il est prévu qu'un tiers des trains de marchandises directs transiteront à nouveau via le Storstrømsbroen 2 lors de l'ouverture de la liaison Fehmarn. Lorsque l'Allemagne aura prolongé le chemin de fer jusqu'à Puttgarden, comme elle s'y est engagée dans le contrat avec le Danemark sur la liaison Fehmarn, au plus tard 7 ans après l'ouverture de la liaison fixe, tous les trains de marchandises devront à nouveau être déviés vers le Storstrømsbroen 2, le trajet Hambourg - Copenhague sera raccourci d'environ 160 km qu'en utilisant la liaison du Grand Belt, entre les îles de Fyn et Sjælland.
La signature du marché, prévue en décembre 2017 a été repoussée à trois reprises et a finalement eu lieu en avril 2018. La première pierre ou plus exactement le premier coup de pelle a été effectué le 27 septembre 2018.
En 2020, en raison de la pandémie de Covid-19, le délai de construction a été repoussé d'un an. En décembre 2021, au vu de l'avancement des études et des travaux, la Direction des routes a estimé que le pont serait ouvert au trafic automobile fin 2024 et au trafic ferroviaire en 2026, soit avec un an d'avance sur le délai contractuel.

### Avancement des travaux
Lorsque le cabinet De Miranda Associati a commencé à travailler sur la conception du nouveau viaduc du Storstrøm, il a du faire face à plusieurs défis dont :
- la logistique : la construction d'un viaduc de quatre kilomètres de long en pleine mer implique la présence de nombreux salariés déplacés qu'il faudra loger et surtout l'approvisionnement d'importantes quantités de matériaux dont il faudra optimiser le coût du transport et favoriser la préfabrication des éléments constitutifs de l'ouvrage,
- la météo : le climat du nord de l’Europe signifie de basses températures et des vents fréquents, nécessitant de minimiser la main d’œuvre travaillant en offshore, des conditions de mise en œuvre des bétons avec adjuvants ou une préfabrication d'un maximum de composants, y compris des fondations,
- la qualité : l'objectif étant la durabilité de l'ouvrage, une haute qualité des bétons est la condition sine qua non pour atteindre cet objectif. Les conditions météo durant les phases de coulage étant aléatoires, la préfabrication d'un maximum de composants est l'unique solution.

L'aire de préfabrication des voussoirs et massifs de fondations a été réalisée dès l'ouverture du chantier. Les premiers pieux de fondation du viaduc ont été réalisés dans le Storstrømmen en décembre 2020, les fondations des pylônes en octobre 2021 et les deux poutres de pont les plus au sud achevées en octobre 2022. La moitié des fondations du viaduc de 4 km dans le Storstrømmen étaient terminées en janvier 2023.